# Suiriri
Suiriri és un gènere d'ocells de la família dels tirànids (Tyrannidae).

## Taxonomia
Segons la Classificació del Congrés Ornitològic Internacional (versió 2.5, 2010) aquest gènere estava format per dues espècies:
- Suiriri suiriri.
- Suiriri islerorum.

Avui però, es considera que és un gènere amb una única espècie, el tiranet suirirí (Suiriri suiriri), ja que l'altra espècie ha estat inclosa a un nou gènere, Guyramemua	Lopes, Chaves, Mendes de Aquino, Silveira et dos Santos, 2017, amb una única espècie.